# 「留聲歲月」音響博物館
「留聲歲月」音響博物館（葡萄牙語：Som de um Século - Museu de Antiguidades Electrónicas e Fonógrafos），是位於澳門特別行政區草堆街的小型博物館，由澳門本土較具規模之電器公司「太平電器」設立，2002年12月4日開放，將留聲機面世與音響設備的發展公諸同好。

## 展品
第一層以電力音響設備為主，閣樓則是收藏古老的手動音響設備。古董展品是從世界各地搜集回來，部分古董還可以在沒有任何電源和光源的情況下，以手動方式運作。二百多件的展品，包括有：第一代滾筒式留聲機、世界第一部卡式錄音機、膠木78轉唱片、座檯式手搖風琴、手搖式音樂盒、手搖式電話、真空管收音機、原子粒收音機、二次大戰時的錄音機、旋轉式球型螢光幕電視機、投幣式點唱機和播放黑膠唱片的影碟機等。留聲歲月音響博物館的展品見證了音響設備從利用手動進至電能發動，百多年的音響設備發展史。

## 相關資訊
- 開放時間：上午11:00至下午5:00
- 入場費：澳門幣30元

## 備註
1. ↑  澳門旅遊局稱之為「留聲機博物館」[參⁠ 1]，而澳門地圖繪製暨地籍局與太平電器均稱為「『留聲歲月』音響博物館」。
2. ↑   註:

## 外部連結
- 留聲歲月（官方）